# Улахан-Кюйоль (Верхоянський улус)
Улахан-Кюйоль (рос. Улахан-Кюёль) — село Верхоянського улусу, Республіки Саха Росії. Входить до складу Табаласького наслегу.
Населення — 1017 осіб (2002 рік).
Село розташоване за 116 кілометрів від адміністративного центру улусу — міста Верхоянська.